# 87e régiment indépendant de fusiliers
Pour les articles homonymes, voir 87e régiment.
Le 87e régiment indépendant de fusiliers (en russe : 87-й отдельный стрелковый полк, abrégé 87 осп) est une unité de fusiliers de l'armée de terre russe (n° d'unité 34479) opérant dans le 1er corps d'armée.

## Historique
L'unité est formée en 2022 sous le nom de 119e régiment de fusiliers lors de la mobilisation russe de 2022 dans la république populaire de Donetsk.
Après l'inclusion des unités des forces séparatistes dans les Forces armées russes au 1er janvier 2023, l'unité est renommée 87e régiment indépendant de fusiliers.
Le 87e régiment participe à la bataille d'Avdiïvka en 2023-2024, avançant vers la ville depuis le sud sur le flanc avant du village d'Opytnoye jusqu'à la zone industrielle au sud-est d'Avdiïvka. Durant l'hiver 2024,  elle est engagée dans l'offensive de Pokrovsk.